# Hung Nô
Hung Nô (tiếng Trung: 匈奴; bính âm: Xiōngnú) là các bộ lạc du cư ở khu vực Trung Á, nói chung sinh sống ở khu vực thuộc Mông Cổ ngày nay. Từ thế kỷ III TCN họ đã kiểm soát một đế chế rộng lớn trên thảo nguyên, kéo dài về phía tây tới khu vực Kavkaz (Caucasus). Các hoạt động của họ diễn ra chủ yếu tại các khu vực thuộc miền nam Siberi, miền tây Mãn Châu và các tỉnh, khu tự trị ngày nay của Trung Quốc là Nội Mông Cổ, Cam Túc và Tân Cương. Các tài liệu lịch sử rất cổ của người Trung Quốc (có lẽ là truyền thuyết) cho rằng người Hung Nô là các hậu duệ của con trai của vua Kiệt (桀) - vị vua cuối cùng của nhà Hạ (夏朝) - triều đại đầu tiên trong lịch sử Trung Quốc, mà các dấu vết còn lại của họ được người Trung Quốc thời Xuân Thu-Chiến Quốc cho là người của nước Kỷ (杞). Tuy nhiên, do các khác biệt và xung đột nội bộ nên người Hung Nô đã chạy lên phía bắc và tây bắc.
Quan hệ giữa người Hán và người Hung Nô rất phức tạp và bao gồm các xung đột quân sự, các trao đổi cống phẩm và thương mại, cũng như các thỏa ước về hôn nhân.
Đa số thông tin về người Hung Nô chỉ có được từ các sử liệu Trung Quốc, nên không có cách nào để khôi phục lại các phần quan trọng nhất của tiếng Hung Nô. Chỉ có một ít các tên gọi và tước vị của họ có được từ các bản dịch ra tiếng Trung.
Theo các sử liệu Trung Quốc như Sử ký, Hán thư thì đến thời Đông Hán, người Hung Nô bị phân ra thành hai bộ phận cơ bản là:
- Nam Hung Nô: Sau bị Hán hóa.
- Bắc Hung Nô: Di dời về phương Tây vào khoảng thế kỷ IV, có lẽ trở thành người Hung (Huns).

Ngoài ra còn một bộ phận nữa gọi là Tây Hung Nô, nhưng gần như không có thông tin gì về nhóm này.

## Quan hệ triều cống với nhà Hán

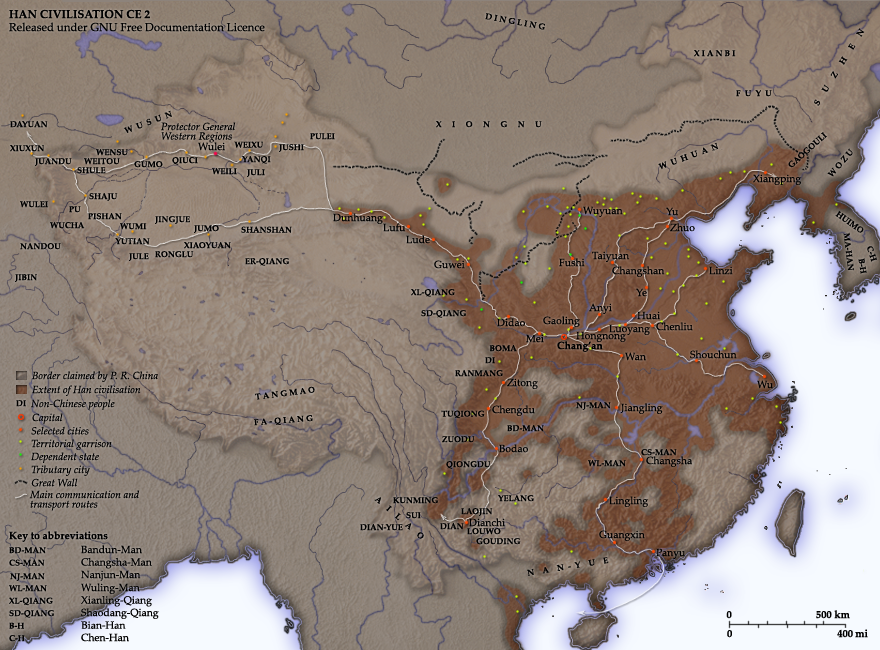
Lãnh thổ của nhà Hán.

## Sắc tộc ngôn học của người Hung Nô

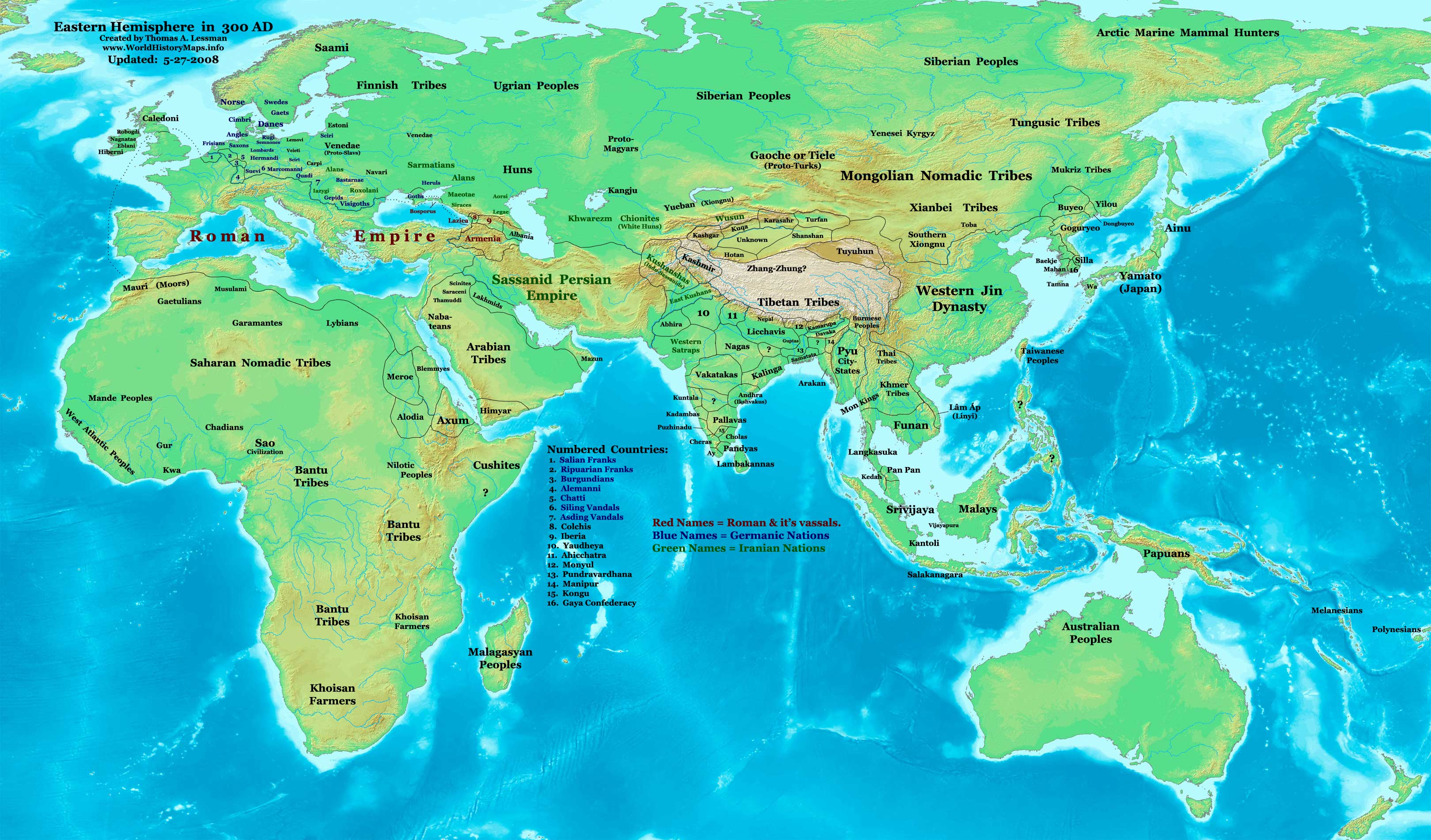
Location of Xiongnu and other steppe nations in 300 AD.

### Giả thuyết ngữ chi Iran

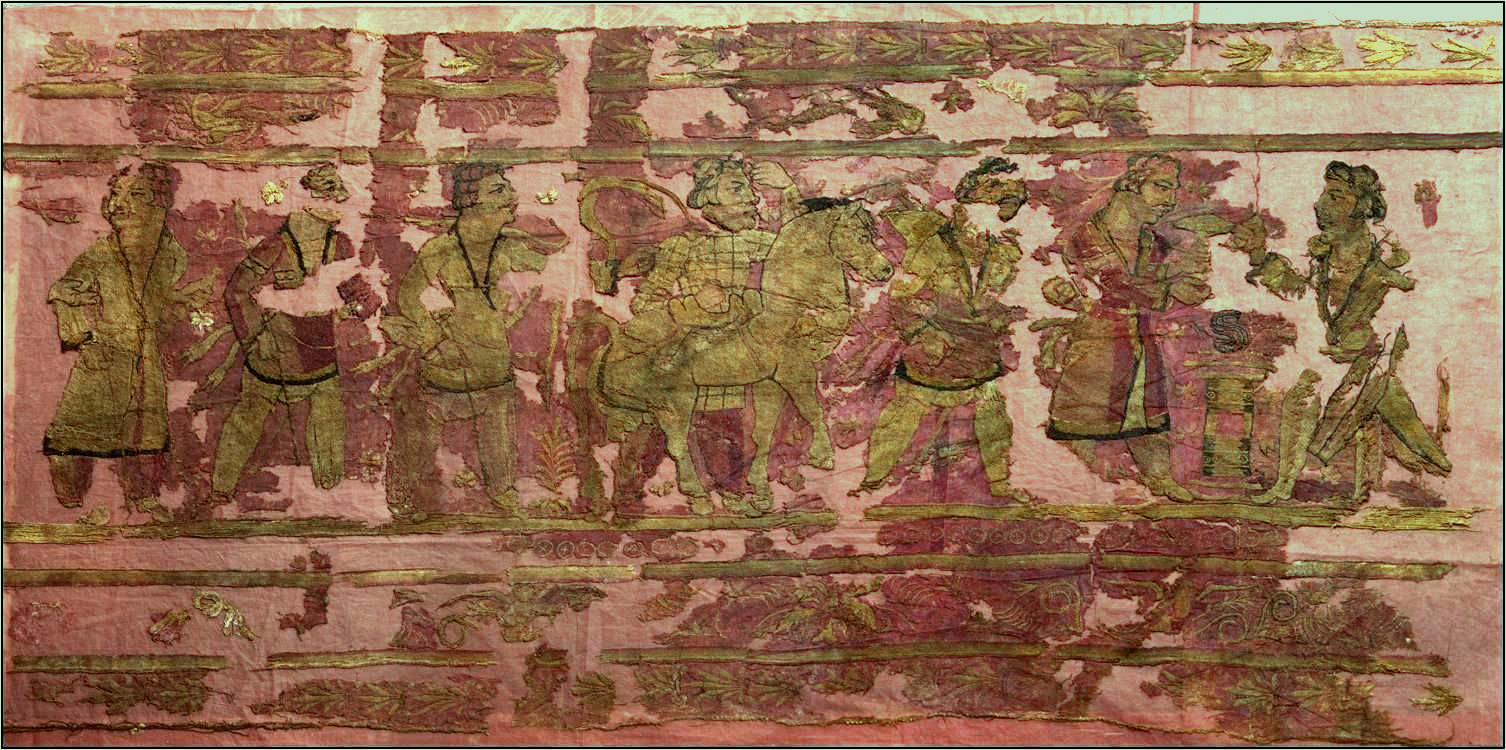
Đàn ông mặc trang phục Iran được thêu trên một tấm vải từ di chỉ chôn cất Noin-Ula của người Hung Nô. Ở xa bên phải ta có thể thấy bệ thờ lửa của Hỏa giáo và đồ cúng haoma Những người trên tấm vải này có khi được đề xuất là người Nguyệt Chi. Thế kỷ 1 TCN - Thế kỷ 1 CN.